# Cerami

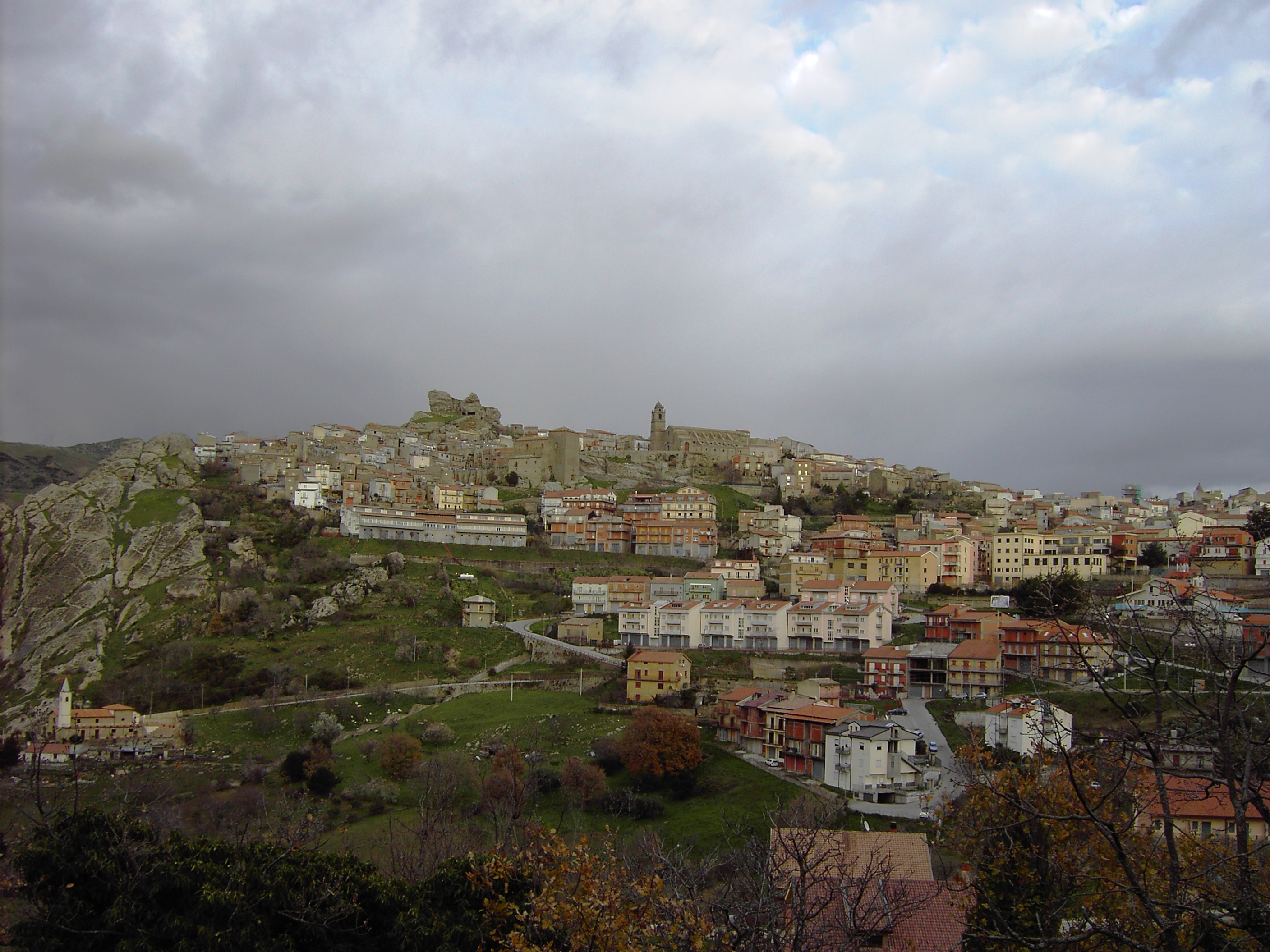
Cerami

Cerami (în limba siciliană: Cirami) este o comună în Sicilia, Italia în Provincia Enna. Este situată în centrul Siciliei, într-o zonă muntoasă la 1000 de m față de nivelul mării. 
Localitatea a fost înființată de greci în secolul IV î.H.  Numele de Cerami derivă de la termenul grecesc κεράμιον (Keràmion), care înseamnă terra-cotta, ceramică.
Aici a avut loc în 1063 bătălia dintre musulmanii fatimizi (sarazini) și normanzii conduși de Roussel de Bailleul, care au învins.

## Demografia
Cerami - evoluția demografică

|  | Graficele sunt indisponibile din cauza unor probleme tehnice. Mai multe informații se găsesc la Phabricator și la wiki-ul MediaWiki. |

Date: Recensăminte sau birourile de statistică - grafică realizată de Wikipedia